# Pheasant Hills (circonscription saskatchewanaise)
Pour les articles homonymes, voir Pheasant.
Circonscription électorale provinciale du Canada
Pheasant Hills (initialement Grenfell) est une circonscription électorale provinciale de la Saskatchewan au Canada. Elle est représentée à l'Assemblée législative de la Saskatchewan de 1905 à 1938.
Issue des 25 premières circonscriptions de la nouvelle province de la Saskatchewan en 1905, elle est abolie et redistribuée parmi Saltcoast pour former Melville.

## Géographie
Le territoire de la circonscription fait maintenant partie de Moosomin, Last Mountain-Touchwood et Melville-Saltcoats.

## Liste des députés
| Parlement                                                                            | Années    | Député                   | Député                  | Parti                  |
| Grenfell                                                                             | Grenfell  | Grenfell                 | Grenfell                | Grenfell               |
| ------------------------------------------------------------------------------------ | --------- | ------------------------ | ----------------------- | ---------------------- |
| 1re                                                                                  | 1905–1908 |                          | Andrew Argue            | Provincial Rights (en) |
| Pheasant Hills                                                                       |           |                          |                         |                        |
| 2e                                                                                   | 1908–1912 |                          | Henry Willway (en)      | Provincial Rights (en) |
| 3e                                                                                   | 1912–1917 |                          | Andrew B. A. Cunningham | Libéral                |
| 4e                                                                                   | 1917–1921 | James Arthur Smith       |                         | Libéral                |
| 5e                                                                                   | 1921–1925 | James Arthur Smith       |                         | Libéral                |
| 6e                                                                                   | 1925–1929 | James Arthur Smith       |                         | Libéral                |
| 7e                                                                                   | 1929–1934 | Charles Morton Dunn (en) |                         | Libéral                |
| 8e                                                                                   | 1934–1938 | Asmundur Loptson (en)    |                         | Libéral                |
| Circonscription abolie parmi Moosomin, Last Mountain-Touchwood et Melville-Saltcoats |           |                          |                         |                        |